# Diff

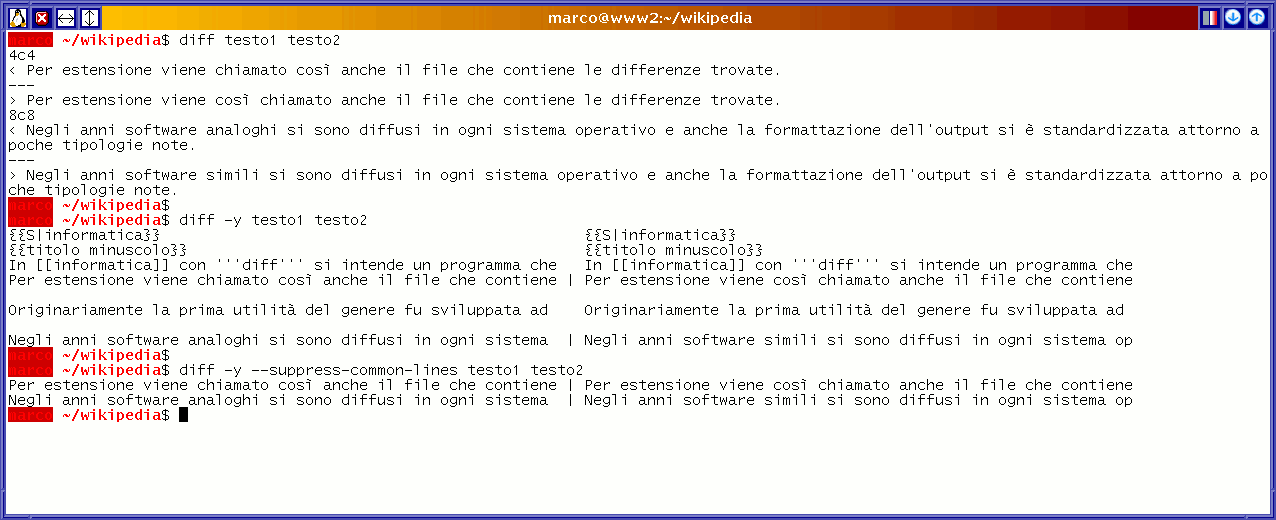
command Diff

در رایانه diff یک ابزار مقایسه‌کننده فایل است که خروجی آن تفاوت‌های بین دو فایل است. به طورمعمول برای نمایش تفاوت‌های بین یک نسخه از فایل با نسخه‌های سابق همان فایل اتفاده می‌شود. دیف تغییرات خطی بین دو فایل متنی را نمایش می‌دهد. پیاده‌سازی‌های جدید همچنین از فایل‌های باینری نیز پشتیبانی می‌کند. خروجی diff یا patch نامیده می‌شود